# 柳原白莲
柳原白莲（日语：／；1885年10月15日—1967年2月22日），本名柳原燁子（日语：／），后改名宫崎燁子（日语：／），是日本大正至昭和时期的歌人。她是“大正三美人”之一。她的父亲是柳原前光伯爵，母亲是柳原前光的妾奥津亮（江户幕府家臣新见正兴的三女，曾为艺伎）。姑母是大正天皇的生母柳原爱子，因此她是大正天皇的表妹。曾先后嫁给北小路资武子爵和实业家伊藤传右卫门。因她的出身和第二任丈夫伊藤传右卫门的活动地域，而被称为“筑紫之女王”。1921年10月20日，柳原白莲（当时名为“伊藤燁子”）逃离她在东京的住所，与社会活动家宫崎龙介私奔，并于1923年正式结婚，是为“白莲事件”，轰动一时。